# Феофіл (патріарх Александрійський)
Патріарх Феофіл (грец. Πατριάρχης Θεόφιλος) — двадцять третій патріарх Александрійський. Обіймав Александрійську патріаршу кафедру з 385 до 412 року. Шанується як святий Коптською православною церквою та Сирійською православною церквою.

## Біографія

### Патріаршество
Ставши патріархом, у жорсткій формі вимагав покірності від єпископів, а непокірних піддав ув'язненню чи вигнанню. Для підтримки своєї влади Феофіл створив мережу інформаторів, мав також шпигунів при імператорському дворі Константинополі, вправно підкуповував імператорських чиновників. За єдиновладдя у двох сферах одночасно — світської та духовної, Феофіл отримав призирливе звання християнського фараона.
Вибудувавши таким чином свою владу в Єгипті та Лівії, Феофіл бажав поширити свої повноваження на всю територію Східної Римської імперії, за аналогією з папою в Римі.
Патріарство Феофіла було відзначено боротьбою з язичництвом та протистоянням оригенізму. Наступником Феофіла став його племінник Кирило.
Чотирнадцять правил, складених Феофілом Александрійським, увійшли до Канонів Православної Церкви.

### Суперечки з Іваном Золотоустим
З усіх кліриків з якими мав конфлікт Іван Золотоустий, Феофіл був найбільш владолюбним і становив найбільшу небезпеку для Івана. Церковні історики зазвичай дають йому досить негативну характеристику. Був схильним до користолюбства та владолюбства, а Палладій Єленопольский навіть порівнював його з фараоном «тож, цьому Ісидору якась дружина, знатна вдова, дає тисячу золотих монет, взявши з нього клятву перед престолом Спасителя, що він, купивши одяг, одягне найбідніших жінок Александрії, не давши про це знати Феофіла, щоб він, відібравши їх, не витратив на камені, адже у нього, на зразок фараона, було якесь божевілля на каменях для зведення будівель, в яких Церква жодним чином не потребувала».
Він не гребував, як і лавірувати між різними політичними силами з ціллю досягнення власних інтересів «Коли цар Феодосій вів війну проти тирана Максима, тоді Феофіл, посилаючи цареві дари через Ісидора, вручив йому два листи і наказав дари і лист піднести переможцю. Підкоряючись йому, Ісидор прибув до Риму і очікував кінця війни, але це справа недовго залишалося в невідомості — колишній при ньому читець викрав згадані листи. Ісидор налякався і негайно втік до Александрії». Також відзначався він нетерпимістю та схильністю до насильства. Він з радістю переслідував язичників та руйнував їхні храми (переслідування язичників чи єретиків було досить звичною справою в ті часи, але його старалися вести в рамках закону та громадського порядку, а Феофіл на це не особливо зважав). Одним із найкращих доказів його войовничої натури та схильності відстоювати суто особисті інтереси є суперечка з антропоморфітами та «довгими монахами».

### Боротьба з орігенізмом
Наприкінці IV ст. в Єгипті виникла серйозна суперечка між орігеністами та антропоморфітами. Вона полягала в питанні: «Бог є чи істота тілесна, що має людський образ, або Він безтілесний і чужий до людського і взагалі жодного тілесного виду?» Орігеністи відстоювали те, що Бог є безтілесним, а антропоморфіти — що має людську подобу. Сам Феофіл був скоріш орігеністом і не розділяв поглядів антропорфітів «Багато хто, особливо з простих подвижників, стверджували, що Бог тілесний і людиноподібний але більша частина людей, засуджуючи їх, говорила, що Бог безтілесний і чужий будь-якого плотського виду. З останніми погоджувався і олександрійський єпископ, Феофіл, який навіть у церкві перед народом засуджував християн, які приміряють людський образ на Бога, і доводив, що Бог — безтілесний», але через особисту суперечку з Діоскором та Ісидором згодом змінив свої погляди. Феофіл дуже поважав чотирьох братів, що в Єгипті були настоятелями скитів — Діоскора, Амонійя, Євсевійя і Євфимійя, а з них, Діоскора, витягнувши з пустелі, зробив єпископом у Гермополісі, а двох інших викликав в Александрію. Феофіл висвятив їх в кліриків і дав завідувати господарською частиною. Пустельники негативно ставились до користолюбства Феофіла і згодом захотіли повернутися в пустелю обґрунтовуючи це любов'ю до пустельництва та небажанням залишатися в багатолюдному місті. Спершу Феофіл вмовляв їх лишитися, але згодом, дізнавшись справжню причину відмови, шукав можливості їм помститися. «Однак вони мало думали про погрози і віддалилися в пустелю, а Феофіл, людина гаряча за природою, вислав на них гоніння і намагався всіма засобами підступності шкодити їм. Він зненавидів також і брата їх, гермопольского єпископа Діоскора. Йому було дуже неприємно, що до Діоскора зберігали відданість і живили особливу повагу подвижники».
Феофіл розумів, що боротись з ними можна лише заручившись підтримкою інших монахів. Для того він вирішив дискредитувати їх в богословському плані. Йому було дуже запам'яталося, що ці брати, часто розмірковуючи з ним про Бога, називали Його істотою безтілесною і не маючою ніякого людського образу. Це було доведено Орігеном. «Точно так думав про Бога і Феофіл, і тим не менше, для помсти своїм ворогам, не засумнівався оголосити себе противником справедливої їх думки. Він залучив до обману безліч ченців, людей простих і невчених, з яких інші не знали навіть і грамоти, і писав до скитів в пустелі, що не потрібно вірити Діоскору і його братам, які стверджують, ніби Бог безтілесний».
Феофіл прийшов в Нітрію з озброєним натовпом, через, що брати були змушені втікати в Константинополь. Іван Золотоустий прийняв їх, але заборонив приступати до таїнств доти, доки суперечка з Феофілом не буде вирішена, але з часом поширились чутки, що Іван підтримує «довгих монахів» (так називали братів через їхній зріст), що викликало гнів Феофіла.
Феофіл вирішив скликати собор на якому б засудив твори Орігена. З цією метою він помирився з Епіфанієм — єпископом міста Констанції на острові Кіпрі (Епіфаній відстоював антропоморфізм, а оскільки до суперечки з братами Феофіл відстоював орігенізм, між ними був конфлікт). Єпіфаній, одразу ж погодився на письмову пропозицію Феофіла скликати собор з єпископів острова і заборонив читати книги Орігена, а потім написав Івану Златоусту і переконував його посланням утриматися від читання творів Орігена, скликати такий же собор і ухвалити на ньому схожі рішення. Феофіл теж скликав собор на якому засудив орігенізм, маючи на меті не саму боротьбу з вченням Орігена, а бажання таким чином помститися Діоскору і братам.
Іван Золотоустий не особливо переймався через ці події і продовжував займатися проповідництвом та управлінням церквою. Варто зазначити, що він нажив собі багато ворогів в столиці, особливо серед знатних кіл завдяки своїй критиці багатства та конфлікту з євнухом Евтропієм. Він мав конфлікт із самою імператрицею тому, що критикував її та придворних дам за численні прикраси, які вони носили ходячи в церкву. Також Іван мав ворогів і серед представників кліру, оскільки висловлював своє незадоволення їхньою схильністю до розкоші. Серед найвідоміших ворогів з кліру були Серапіон та Северіан Сирійський і Антіох з Птолемаїди (які стали ворогами Івана завдяки Серапіону).
Феофіл, маючи досвід у веденні церковної політики вирішив послати Епіфанія Кіпрського до Константинополя. Там Епіфаній здійснив висвячення диякона без згоди Івана, хоча Константинополь був під юрисдикцією Золотоустого і він мусів давати дозвіл на хіротонію. Також Епіфаній проігнорував запрошення Івана переїхати в дім єпископа та готувався самовільно провадити Собор для осудження Орігенових книг, вимагаючи від Івана вигнати прихильників Діоскора з міста та дати згоду на осуд Орігенових творів на, що Іван відреагував негативно. Він дав таку відповідь Епіфанію: «Єпіфаній! Ти робиш багато противного постановам (церкви): по-перше, в Церквах, мені підлеглих, здійснюєш свячення, по-друге, без мого дозволу, користуючись тільки власною владою, відправляєш в них богослужіння. Колись я запрошував тебе, — і ти відмовлявся, а тепер входиш самовільно. Бережись, щоб в народі не сталося обурення і щоб тоді тобі самому не наразитися на небезпеку». Епіфаній, злякавшись обурення народу (прості люди Константинополя дуже любили і поважали Івана), вирішив відплисти на Крит.
Незважаючи на невдалу спробу Епіфанія змусити Івана осудити орігенізм та «довгих монахів», події які розпочалися внаслідок його приїзду, таки зуміли похитнути становище Златоуста, а в перспективі призвести до того, що його змістять з кафедри. Справа полягає в тім, що Епіфанія підтримувала Євдоксія, про що згодом дізнався Іван Золотоустий. Маючи запальний характер і готовність завжди говорити правду, він ні мало не зволікаючи сказав народові слово, в якому засуджував всіх жінок взагалі. Це слово народ одразу зрозумів, як натяк на царицю, і чутка про нього через недоброзичливців Івана дійшла до двору. Варто зазначити, що в Візантійській імперії навіть словесний виступ проти імператорської сім'ї можна було розцінювати, як державний злочин. «Цар наказав Феофілу нашвидку скликати проти Івана Собор, до чого підбурював його і Северіан, який все ще пам'ятав образу. Тому Феофіл в короткий час скликав багатьох єпископів з різних міст і прибув з ними до Константинополя. Поклик його підтверджувався і указом царя. На Собор з'їхалися здебільшого ті, які з якихось причин живили ворожнечу проти Івана».
У 403 році в Халкідоні (під Дубом) зібрався собор, який являв собою опозицію з знаті і єпископів Константинопольського округу, де чільне положення зайняв на ньому Феофіл. Звинувачення на адресу Золотоустого в підсумку зводилася до звинувачень у орігенізмі та образі царської величності.